# Бучар, Метка
Метка Бучар (урожденная Маргарита Мария Виктория Хам) (словен. Metka Bučar; 24 августа 1903, Дивача, Австро-Венгрия — 13 июля 1988, Любляна, СФРЮ) — словенская и югославская актриса

 театра и кино.

## Биография
Родилась в семье железнодорожника. С четырнадцати лет работала на железной дороге. Принимала активное участие в культурной жизни.
Дебютировала в 1927 году на сцене Театра Шентякобского в Любляне. С 1947 по 1949 год — артистка Мариборского драматического театра, до 1958 года выступала на сцене Люблянского городского театра. До 1973 года снималась в кино и на телевидении.  Снялась в первых словенских фильмах «На своей земле» и «Весна».
Создала много, в первую очередь, комедийных ролей, которые пользовались большой популярностью.
После смерти мужа замкнулась и поддерживала связь только со своей семьей и редкими друзьями.

## Избранная фильмография
- 1964 — Не плачь, Петр
- 1963 — Незаконнорожденные
- 1959 — Славное старое пианино
- 1957 — Песок, любовь и соль
- 1953 — Госпожа Яра
- 1953 — Весна — госпожа Коцян
- 1948 — На своей земле — Травникарица